# ハムダン・スポーツ・コンプレックス
ハムダン・スポーツ・コンプレックス（Hamdan Sports Complex）は、アラブ首長国連邦のドバイにある屋内アリーナ。

## 概要
2010年に開催された世界短水路選手権に向けて、総工費110億ディルハムをかけて建設された。2013年には世界ジュニア水泳選手権、2014年にはFIBA U-17世界選手権とBWFワールドスーパーシリーズファイナル、2021年には世界空手道選手権大会が開催された。ほか、屋外施設の施設も完備されている。